# Associazione Calcio ChievoVerona
L'Associazione Calcio ChievoVerona, conegut habitualment com a ChievoVerona o simplement Chievo [ˈkjeːvo], és un club de futbol representatiu de Chievo, un suburbi de 4.500 habitants a Verona, Vèneto, i propietat de Paluani, una empresa de productes de fleca i la inspiració del seu nom original, Paluani Chievo. Durant els seus anys com a club professional, el Chievo va compartir l'Estadi Marcantonio Bentegodi de 38.402 places amb els seus rivals de tota la ciutat Hellas Verona FC.
El 2021, el club va ser exclòs del futbol professional per problemes econòmics. Va reiniciar les seves activitats el 2024, després que el propietari del FC Clivense i antiga estrella del Chievo Sergio Pellissier adquirís els drets originals del ChievoVerona i canviés el nom del seu club en conseqüència.

## Història
El club es fundà l'any 1929 amb el nom de Paluani Chievo. Es convertí en professional el 1986 i adoptà l'actual nom. Disputa els seus partits a l'estadi Marcantonio Bentegodi, que comparteix amb l'altre equip de la ciutat el Hellas Verona.

## Jugadors històrics destacats
Nota: aquesta llista inclou jugadors que han assolit l'estatus internacional.
- Francesco Acerbi
- Amauri
- Daniel Andersson
- Simone Barone
- Massimo Marazzina
- Andrea Barzagli
- Erjon Bogdani
- Oliver Bierhoff
- Valter Birsa
- Albano Bizzarri
- Michael Bradley
- Matteo Brighi
- Boštjan Cesar
- Bernardo Corradi
- Rinaldo Cruzado
- Dario Dainelli
- Boukary Dramé
- Mauro Esposito
- Marcelo Estigarribia
- Ivan Fatić
- Gelson Fernandes
- Giannis Fetfatzidis
- Stefano Fiore
- Alessandro Gamberini
- Massimo Gobbi
- Jonathan de Guzmán
- Përparim Hetemaj
- Bojan Jokić
- Radoslav Kirilov
- Kamil Kosowski
- Nicola Legrottaglie
- Christian Manfredini
- Jason Mayélé
- Stephen Makinwa
- John Mensah
- Victor Obinna
- Sergio Pellissier
- Simone Pepe
- Simone Perrotta
- Mauricio Pinilla
- Giampiero Pinzi
- Ivan Radovanović
- Flavio Roma
- Eugenio Corini
- Fredrik Risp
- Mamadou Samassa
- Nikos Spyropoulos
- Samir Ujkani
- Sauli Väisänen
- Martin Valjent
- Mario Yepes

## Entrenadors
- Nicola Ciccolo (1974–78)
- Carlo De Angelis (1978–80), (1985–87)
- Gianni Bui (1988–91)
- Carlo De Angelis (1991–93)
- Alberto Malesani (1 Jun 1993–97)
- Silvio Baldini (Jul 1997–98)
- Domenico Caso (1 Jul 1998 – 14 Dec 1998)
- Luigi Delneri (1 Jul 2000 – 30 Jun 2004)
- Mario Beretta (15 Jun 2004 – 30 Jun 2005)
- Maurizio D'Angelo (2005)
- Giuseppe Pillon (1 Jul 2005 – 16 Oct 2006)
- Luigi Delneri (2006–07)
- Giuseppe Iachini (1 Jul 2007 – 3 Nov 2008)
- Domenico Di Carlo (4 Nov 2008 – 26 maig 2010)
- Stefano Pioli (10 Jun 2010 – 2 Jun 2011)
- Domenico Di Carlo (9 Jun 2011 – 2 Oct 2012)
- Eugenio Corini (3 Oct 2012 – 30 Jun 2013)
- Giuseppe Sannino (1 Jul 2013 – 11 Nov 2013)
- Eugenio Corini (12 Nov 2013 – 19 Oct 2014)
- Rolando Maran (19 Oct 2014 – 29 Apr 2018)
- Lorenzo D'Anna (29 Apr 2018 – 9 Oct 2018)
- Gian Piero Ventura (10 Oct 2018 – 13 Nov 2018)
- Domenico Di Carlo (13 Nov 2018 – 1 Jun 2019)
- Michele Marcolini (4 Jul 2019 – 1 Dec 2020)
- Alfredo Aglietti (2 Dec 2020 – 1 Jul 2021)
- Marco Zaffaroni (2 Jul 2021 – 4 Aug 2021)